# Union pour le Trentin
L'Union pour le Trentin (en italien : Unione per il Trentino, abrégé en UpT) est un parti politique régionaliste italien, fondé en 2008.

## Historique
L'Union pour le Trentin ne se présente que dans la province de Trente d'où son nom. Centriste, il reprend le symbole de La Margherita disparue.
Il détient un député Lorenzo Dellai, élu sur une liste Avec Monti pour l'Italie, et un sénateur depuis les élections générales de 2013.